# Frugöl
Frugöl är en sjö i Valdemarsviks kommun i Småland och ingår i Söderköpingsån-Vindåns kustområde.